# Malvinas Argentinas (ort i Argentina)
Malvinas Argentinas är en ort i Argentina.   Den ligger i provinsen Córdoba, i den centrala delen av landet, 600 km nordväst om huvudstaden Buenos Aires. Malvinas Argentinas ligger 397 meter över havet och antalet invånare är 8 628.
Terrängen runt Malvinas Argentinas är platt. Runt Malvinas Argentinas är det mycket tätbefolkat, med 1 361 invånare per kvadratkilometer.. Närmaste större samhälle är Córdoba, 11,3 km väster om Malvinas Argentinas.
Trakten runt Malvinas Argentinas består till största delen av jordbruksmark.